# HP Inc.
HP Inc. は、2015年11月1日のヒューレット・パッカードの会社分割によりヒューレット・パッカード・エンタープライズとともに誕生したアメリカ合衆国に本拠地を置き世界展開する電機メーカーであり、パーソナルコンピュータおよびプリンターおよびそれに関連するテクノロジーのハードウェアの開発・製造を行う企業である。プリンター技術関連の3Dプリンターも扱っているほか、POSシステムも扱っている。顧客層は、個人から中小企業、大企業まで幅が広い。
日本でパーソナルコンピュータなどを製造販売している日本HPは、HP Inc. の日本法人である。

## 歴史
もともとHP（HP Inc.の分割元となった企業）は、パーソナルコンピュータの製造販売に関してIBMやデルと並ぶ世界トップクラスの企業であった。
2015年11月1日、HP Inc.はヒューレット・パッカード・エンタープライズ（HPE）とともに、ヒューレット・パッカード（HP）の会社分割により設立された。この分社はHPの名称をHP Inc.に変更し、エンタープライズ事業を行うHPEを新設する形となった。従ってHP Inc.はヒューレット・パッカードの会社分割において収入の大きい方の事業を引き継いでおり、ロゴマークと2002年5月のコンパック合併時に変更されたNYSEティッカーシンボルHPQを継続使用している。
2014年の収入はUS$573億で、一方のヒューレット・パッカード・エンタープライズの収入はUS$530億である。分割直後、50,000人の従業員がHP Inc.で働いており、初代の社長はDion Weislerである。
なお、中華系企業のレノボが2004年12月にIBMのパソコン事業部門を買収し2014年1月にはIBMのx86サーバー事業も買収して2014年にPC世界販売台数1位に浮上したので、HP Inc.は世界2位、デルが世界3位となった。
2016年、HPはゲーミング用PCを充実させると発表した。ゲーマーはよりハイエンドなマシンを求め、一般的なユーザーよりも頻繁に最新の機種を購入する傾向にあるためである。こうしてラップトップとデスクトップのOmenブランドが発売された。
2017年11月、HPはサムスンのプリンタ部門を買収した。
2021年2月25日、HPはKingstonのゲーミングブランド「HyperX」を4億2500万ドルで買収すると発表した。買収は2021年第2四半期に完了する予定。ゲーマー向けSDカード、SSD、DRAM、USBフラッシュなどは引き続きKingstonが展開する予定。
2022年には8月から10月までの収益が減収であったことを受け、全従業員の1割前後に当たる4000〜6000人削減の見通しであると発表した。

## 製品
パーソナルコンピューター
- en:HP EliteBook
- en:HP Envy
- en:HP Pavilion (computer)
- en:HP ProBook

プリンター
- HP Smart Tank
- HP ENVYシリーズ
- HP ENVY Proシリーズ
- HP OfficeJet シリーズ
- HP OfficeJet Pro シリーズ

など
3Dプリンター
- 産業用3Dプリンター[12]
- 量産用金属3Dプリンター（日本未発売）[12]

POSシステム
- HP POSシステム[13]

## スローガン
当社のスローガンは、"Keep reinventing."。

## 広告・宣伝 等
2024年4月、フォーミュラ1（F1）に参戦するスクーデリア・フェラーリとタイトルスポンサーとしての複数年契約を結んだ。これにより同チームの名称が「スクーデリア・フェラーリHP」となるほか、マシンやレーシングスーツにも「HP」のコーポレートロゴがあしらわれる。